# Love Building
Love Building este un film românesc din 2013 regizat de Iulia Rugină. Rolurile principale au fost interpretate de actorii Dragoș Bucur, Alexandru Papadopol și Dorian Boguță.

## Distribuție
Distribuția filmului este alcătuită din:
- Melania Brînză
- Georgiana Stanciu
- Florin Ilisie
- Alexandru Papadopol — Cristian Lăzurean
- Carmen Hațegan
- Paul Radu
- Anca Tivadar
- Dragoș Sora
- Adina Ștețcu
- Emil Ciuchi
- Claudia Ciurcă
- Bogdan Ungureanu
- Mirabela Ciurez
- Eugen Lumezianu — Eugen
- Ana Bostan
- Silvia Moroșanu
- Bogdan Vulpe
- Dorian Boguță — Valentin Preda
- Dragoș Bucur — Silviu Soare
- Ion Rusu — Ioan
- Oltin Hurezeanu
- Elena Crîșmaru
- Ecaterina Istrate
- Bogdan Vasilef
- Hamid Nicola Katrib
- Adela Dincă Anath
- Ioana Păunescu
- Laura Mușat
- Andreea Scrădeanu
- Dana Sava
- Ruxandra Șerban

## Primire
Filmul a fost vizionat de 26.756 de spectatori în cinematografele din România, după cum atestă o situație a numărului de spectatori înregistrat de filmele românești de la data premierei și până la data de 31 decembrie 2014 alcătuită de Centrul Național al Cinematografiei.